# Comuna Holoborodkivske, Karlivka
Holoborodkivske (în ucraineană Голобородьківське) este o comună în raionul Karlivka, regiunea Poltava, Ucraina, formată din satele Holoborodkivske (reședința), Mîhailivske și Tahamlîțke.

## Demografie
Componența lingvistică a comunei Holoborodkivske
     Ucraineană (96,13%)
     Rusă (2,39%)
     Română (1,06%)
     Alte limbi (0,28%)
Conform recensământului din 2001, majoritatea populației comunei Holoborodkivske era vorbitoare de ucraineană (96,13%), existând în minoritate și vorbitori de rusă (2,39%) și română (1,06%).